# Symplecta rainieria
Symplecta rainieria là một loài ruồi trong họ Limoniidae. Chúng phân bố ở miền Tân bắc.